# Honberg
Der Honberg ist ein Umlaufberg der Donau im Stadtgebiet von Tuttlingen, welcher vom Landratsamt Tuttlingen am 3. Februar 1986 durch Verordnung als Landschaftsschutzgebiet ausgewiesen wurde. Der Berg stand bereits seit 1944 unter Landschaftsschutz, diese Verordnung wurde jedoch mit der Neuausweisung 1986 aufgehoben.

## Lage
Das Landschaftsschutzgebiet Honberg liegt im Zentrum der Stadt Tuttlingen und ist vollständig von der Stadt umschlossen. Es gehört zum Naturraum Baaralb und Oberes Donautal und liegt im Naturpark Obere Donau.
Das Gebiet befindet sich in der geologischen Einheit des Oberjura. Der Berg wird von den Unteren Felsenkalken auf dem Plateau, der Lacunosa-Formation am Hang und den Wohlgeschichteten Kalken an der Basis aufgebaut.

## Landschaftscharakter
Der Honberg ist ein langgezogener Umlaufberg im Donautal, der heute vollständig innerhalb des Stadtgebiets von Tuttlingen liegt. Entsprechend stark ist er anthropogen überformt. Das Gebiet ist als Naherholungsgebiet stark frequentiert. Sein Nordhang ist teilweise bewaldet oder kleingärtnerisch genutzt. Auf den Hochplateau befindet sich die Burgruine Honberg mit einer Parkanlage. Der Südhang ist ebenfalls teilweise bewaldet, teilweise wird er als Schafweide genutzt. Das Plateau wird als Grünland, teils mit Obstbäumen, bewirtschaftet. Über den Rücken zieht sich eine markante Baumreihe entlang des dort verlaufenden Weges.